# (3547) Serov
(3547) Serov es un asteroide perteneciente al cinturón de asteroides, descubierto el 2 de octubre de 1978 por la astrónoma ucraniana Liudmila Zhuravliova desde el Observatorio Astrofísico de Crimea (República de Crimea).

## Designación y nombre
Designado provisionalmente como 1978 TM6. Fue nombrado Serov en honor al pintor ruso Valentín Serov.